# هیریوم (یوتا)
هیریوم (به انگلیسی: Hyrum) شهری در ایالت یوتا کشور ایالات متحده آمریکا است که جمعیت آن در سرشماری سال ۲۰۱۰ میلادی، ۷٬۶۰۹ نفر بوده‌است.